# Linckia guildingi
Étoile-comète de Floride, Étoile de mer jaune, Étoile de mer de Guilding
Espèce
Synonymes
- Linckia guildingii
- Ophidiaster guildingi

Linckia guildingi est une espèce d'étoiles de mer de la famille des Ophidiasteridae. On l'appelle parfois « comète de mer ».

## Description

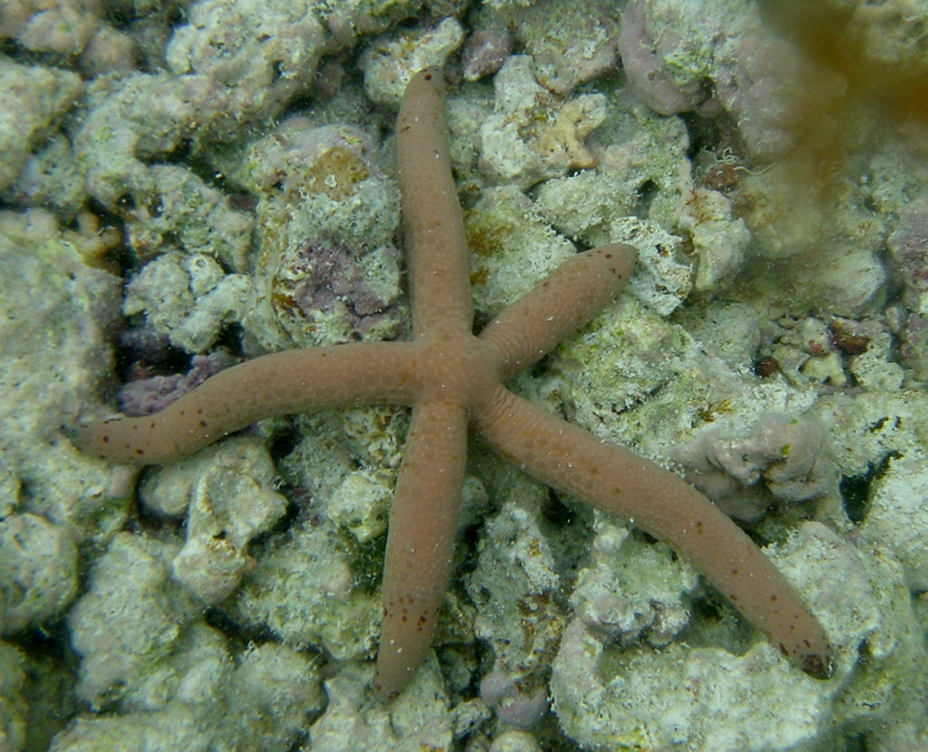
Spécimen observé à Hawaii.

C'est une étoile régulière aux bras allongés, de section arrondie et de diamètre presque constant, avec un disque central très réduit. Elles peuvent mesurer plusieurs dizaines de centimètres de diamètre. La coloration générale est relativement uniforme et de teintes assez variables, le plus souvent jaune orangé mais parfois aussi beige, rose, brun, verdâtre... les juvéniles peuvent porter des taches plus sombres. Au toucher, le tégument est rugueux. Ces étoiles portent entre un et trois madréporites. Les pores respiratoires forment deux lignes parallèles sur le côté des bras. Sur la face orale, les sillons ambulacraires sont bien visibles au centre de chaque bras, entourés par deux séries d'épines subambulacraires serrées. 
Les bras sont fins et cylindriques, et leur pointe arrondie est souvent redressée. Certains spécimens ont parfois plus ou moins de 5 bras, du fait de la prédation et de la défense par autotomie ; des étoiles à 6 bras sont ainsi fréquentes. Pour les mêmes raisons, les bras peuvent être de longueurs inégales. Quand un bras isolé commence à régénérer les autres, cette forme est appelée « comète de mer ». Il n'est pas rare de voir ainsi un bras isolé se déplacer tout seul.

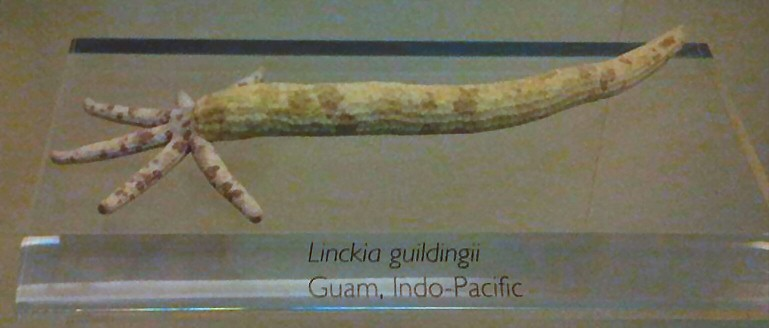
Linckia guildingi régénérée à partir d'un seul bras. Ce phénomène leur confère cette forme caractéristique de « comète de mer », et permet une multiplication asexuée.
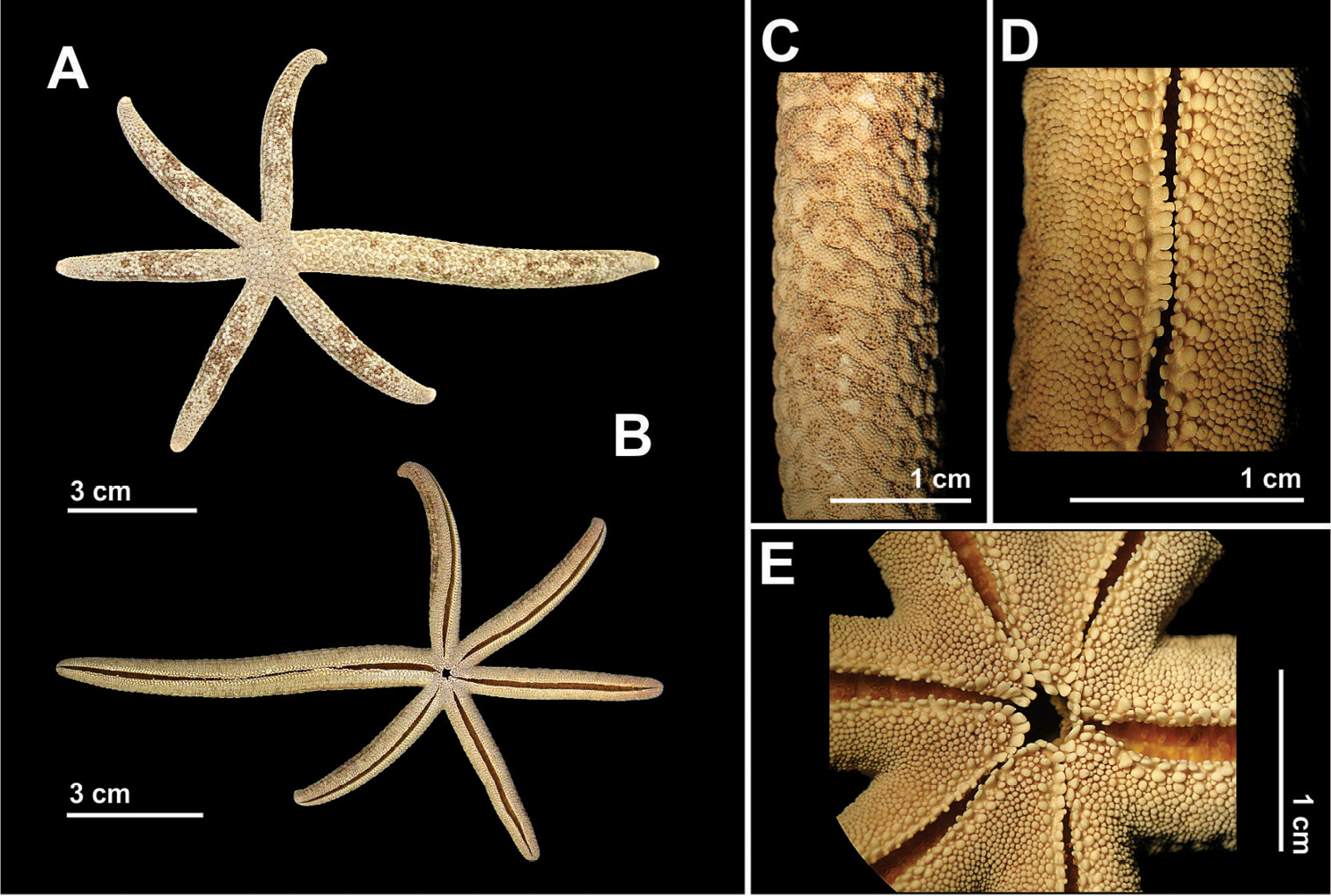
Détails.
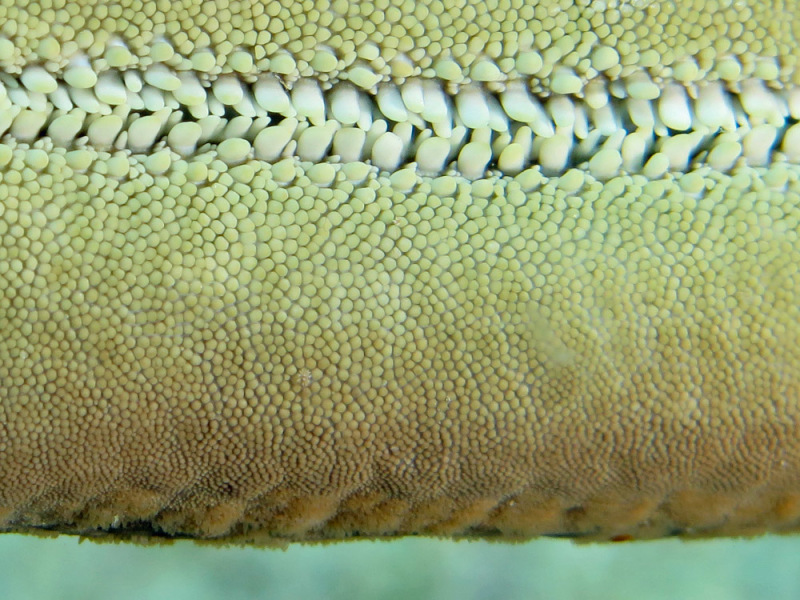
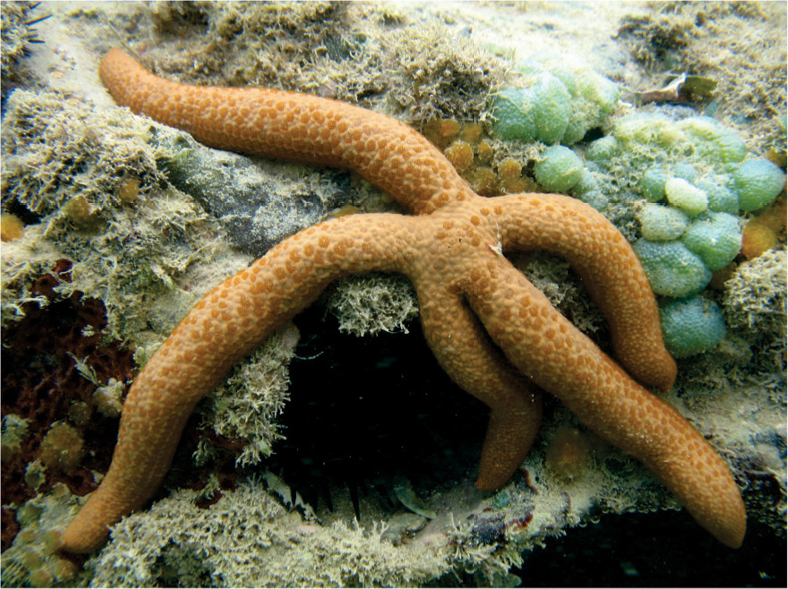
Spécimen tacheté.

Cette étoile peut être confondue dans l'Atlantique avec Copidaster lymani, cependant celle-ci possède une plaque madréporitique claire très visible, et des épines le long des sillons ambulacraires. Dans l'Indo-Pacifique, elle peut être confondue avec les formes rose pâle de sa congénère Linckia laevigata.

## Habitat et répartition
Cette étoile est présente ponctuellement dans tout le bassin Indo-Pacifique tropical, où elle est cependant moins commune que Linckia laevigata.
Cette étoile est également très commune dans l'Atlantique tropical, mais il pourrait s'agir en fait d'une espèce distincte, qui aurait divergé au Pléistocène.
On la rencontre sur les fonds rocheux ou dans les récifs de corail, entre la surface et une trentaine de mètres de fond, mais plus souvent à faible profondeur. Elle est parfois trouvée jusqu'à 300 m de profondeur.

## Écologie et comportement
La reproduction est gonochorique, et mâles et femelles relâchent probablement leurs gamètes en même temps grâce à un signal phéromonal, en pleine eau, où œufs puis larves vont évoluer parmi le plancton pendant quelques semaines avant de rejoindre le sol.
Ces étoiles ont cependant aussi accès à un mode de reproduction asexué : ces étoiles sont connues pour leur remarquable capacité régénératrices, leur permettant de se défendre contre leurs prédateurs par autotomie. Ainsi, à partir d'un seul bras, l'étoile peut se régénérer complètement,.
Ces étoiles ont un régime relativement omnivore, à base d'algues filamenteuses, de détritus, et de débris organiques.
Certains petits animaux comme la crevette nettoyeuse Periclimenes soror vivent parfois en symbiose avec cette étoile. 
Elle peut être la proie de nombreux prédateurs dont la crevette arlequin dévoreuse d'étoiles Hymenocera picta. En cas d'agression, elle abandonnera facilement un bras pour se sauver.